# Wes Anderson
Wesley Wales Anderson (Houston, Texas, 1969. május 1. –) Oscar- és BAFTA-díjas amerikai filmrendező, forgatókönyvíró és producer. Az amerikai független film nagy hatású alakja. Könnyen felismerhető, egyedi vizuális és narratív stílust képvisel, az egyik legismertebb jelenkori filmes szerző.

## Fiatalkora és családja
Két fivére van, Eric és Mel. Szülei Texas Ann és Melver Leonard Anderson elváltak amikor Wes 8 éves volt. Gyerekként több super 8-as filmet is készített, melyben ő és testvérei szerepeltek. A Westchester High School-ban és St. John's School magániskolában tanult, ez utóbbi szerepel az Okostojás című filmjében. Több iskolai színdarabot írt és rendezett ott.
Később az austini University of Texas egyetemen tanult. Itt ismerte meg Owen Wilsont akivel később több filmjét írta, illetve szerepeltette is bennük.

## Pályafutása
Első filmje az Owen Wilsonnal közösen írt Petárda, melynek alapja az 1994-es, azonos című rövidfilm. Második nagyjátékfilmjével együtt, az Okostojásal, kritikailag elismert, de a nagyközönség előtt sikertelen produkció volt.
Szakmai áttörést jelentett a Tenenbaum, a háziátok, amiért 2001-ben Oscar-díjra jelölték a legjobb eredeti forgatókönyv kategóriában. Az Édes vízi életet , amiben Bill Murray alakítja a főszerepet, már nagyobb költségvetéssel tudta elkészíteni. Ebben a filmben, a tengeri állatoknál használt először animációs technikát. Ezt követte az Utazás Darjeelingbe és a Roald Dahl regény adaptáció A fantasztikus Róka úr, ami már teljes egészében stop-motion animációval készült, és versenyben volt a legjobb animációs filmnek járó Oscar-díjért.
A Holdfény királyságot legjobb eredeti forgatókönyvért szintén Oscar-díjra jelölték, majd  A Grand Budapest Hotelért Arany Glóbuszt és BAFTA díjat kapott. 2024-ben, a 96. Oscar-gálán Henry Sugar csodálatos története című kisjátékfilmjét díjjal ismerték el.

## Magánélete
Élettársnője Juman Malouf libanoni származású grafikus, aki számos filmjénél is közreműködött.

## Filmográfia

### Nagyjátékfilmek
Színész
| Év   | Magyar cím             | Eredeti cím          | Szerep                  | Megjegyzések                        |
| ---- | ---------------------- | -------------------- | ----------------------- | ----------------------------------- |
| 1996 | Petárda                | Bottle Rocket        | utas a buszon           | cameoszerep stáblistán nem szerepel |
| 1998 | Okostojás              | Rushmore             | tanuló                  | cameoszerep stáblistán nem szerepel |
| 2001 | Tenenbaum, a háziátok  | The Royal Tenenbaums | teniszmeccs kommentátor | cameoszerep stáblistán nem szerepel |
| 2009 | A fantasztikus Róka úr | Fantastic Mr. Fox    | Menyét (hangja)         | magyar hangja Csankó Zoltán         |
| 2016 | Énekelj!               | Sing                 | Daniel / egyéb hangok   |                                     |
| 2021 | Énekelj! 2.            | Sing 2               | egyéb hangok            |                                     |

Filmrendező, forgatókönyvíró és filmproducer
| Év   | Magyar cím             | Eredeti cím                        | Feladatkör | Feladatkör | Feladatkör | Megjegyzések                                                  |
| Év   | Magyar cím             | Eredeti cím                        | Rendező    | Producer   | Író        | Megjegyzések                                                  |
| ---- | ---------------------- | ---------------------------------- | ---------- | ---------- | ---------- | ------------------------------------------------------------- |
| 1996 | Petárda                | Bottle Rocket                      | Igen       | Nem        | Igen       | Társíró: Owen Wilson                                          |
| 1998 | Okostojás              | Rushmore                           | Igen       | Vezető     | Igen       | Társíró: Owen Wilson                                          |
| 2001 | Tenenbaum, a háziátok  | The Royal Tenenbaums               | Igen       | Igen       | Igen       | Társíró: Owen Wilson                                          |
| 2004 | Édes vízi élet         | The Life Aquatic with Steve Zissou | Igen       | Igen       | Igen       | Társíró: Noah Baumbach                                        |
| 2005 | A tintahal és a bálna  | The Squid and the Whale            | Nem        | Igen       | Nem        | Társproducer: Peter Newman, Charlie Corwin és Clara Markowicz |
| 2007 | Utazás Darjeelingbe    | The Darjeeling Limited             | Igen       | Igen       | Igen       | Társíró: Jason Schwartzman és Roman Coppola                   |
| 2009 | A fantasztikus Róka úr | Fantastic Mr. Fox                  | Igen       | Igen       | Igen       | Társíró: Noah Baumbach                                        |
| 2012 | Holdfény királyság     | Moonrise Kingdom                   | Igen       | Igen       | Igen       | Társíró: Roman Coppola                                        |
| 2014 | A Grand Budapest Hotel | The Grand Budapest Hotel           | Igen       | Igen       | Igen       | Társíró: Hugo Guinness                                        |
| 2014 | Megőrjít a csaj        | She's Funny That Way               | Nem        | Vezető     | Nem        | Társproducer: Noah Baumbach                                   |
| 2018 | Kutyák szigete         | Isle of Dogs                       | Igen       | Igen       | Igen       | Társíró: Roman Coppola, Jason Schwartzman, Kunichi Nomura     |
| 2021 | A Francia Kiadás       | The French Dispatch                | Igen       | Igen       | Igen       | Társíró: Jason Schwartzman, Roman Coppola, Hugo Guinness      |
| 2023 | Asteroid City          | Asteroid City                      | Igen       | Igen       | Igen       |                                                               |
| 2025 | A föníciai séma        | The Phoenician Scheme              | Igen       | Igen       | Igen       | Társíró: Roman Coppola                                        |

### Rövidfilmek
| Év   | Magyar cím                       | Eredeti cím                                | Feladatkör | Feladatkör | Feladatkör | Megjegyzések                                                            |
| Év   | Magyar cím                       | Eredeti cím                                | Rendező    | Író        | Producer   | Megjegyzések                                                            |
| ---- | -------------------------------- | ------------------------------------------ | ---------- | ---------- | ---------- | ----------------------------------------------------------------------- |
| 1994 |                                  | Bottle Rocket                              | Igen       | Igen       | Nem        | - társíró: Owen Wilson - 1992-ben forgatták - a Petárda korai változata |
| 2007 |                                  | Hotel Chevalier                            | Igen       | Igen       | Nem        | az Utazás Darjeelingbe prológusa                                        |
| 2012 |                                  | Do You Like to Read?                       | Igen       | Igen       | Igen       | Holdfény királyság promóciós kisfilm                                    |
| 2012 |                                  | Cousin Ben Troop Screening                 | Igen       | Igen       | Nem        | Holdfény királyság promóciós kisfilm                                    |
| 2013 |                                  | Castello Cavalcanti                        | Igen       | Igen       | Nem        | - a Prada megbízásából készült - Jason Schwartzman szereplésével        |
| 2016 |                                  | Come Together: A Fashion Picture in Motion | Igen       | Igen       | Nem        | H&M reklámfilm                                                          |
| 2023 |                                  | Asteroid City: Location Featurette         | Igen       | Igen       | Nem        | Asteroid City promóciós kisfilm                                         |
| 2023 | Henry Sugar csodálatos története | The Wonderful Story of Henry Sugar         | Igen       | Igen       | Igen       | - Netflix rövidfilm - Roald Dahl történetei alapján                     |
| 2023 | A hattyú                         | The Swan                                   | Igen       | Igen       | Igen       | - Netflix rövidfilm - Roald Dahl történetei alapján                     |
| 2023 | A patkányfogó                    | The Rat Catcher                            | Igen       | Igen       | Igen       | - Netflix rövidfilm - Roald Dahl történetei alapján                     |
| 2023 | Méreg                            | Poison                                     | Igen       | Igen       | Igen       | - Netflix rövidfilm - Roald Dahl történetei alapján                     |

## Gyakori együttműködései
| Színész / Film      | 1996    | 1998      | 2001                  | 2004           | 2007                | 2009                   | 2012               | 2014                   | 2018           | 2021             | 2023          |
| Színész / Film      | Petárda | Okostojás | Tenenbaum, a háziátok | Édes vízi élet | Utazás Darjeelingbe | A fantasztikus Róka úr | Holdfény királyság | A Grand Budapest Hotel | Kutyák szigete | A Francia Kiadás | Asteroid City |
| ------------------- | ------- | --------- | --------------------- | -------------- | ------------------- | ---------------------- | ------------------ | ---------------------- | -------------- | ---------------- | ------------- |
| Owen Wilson         | Igen    | Igen      | Igen                  | Igen           | Igen                | Igen                   | Nem                | Igen                   | Nem            | Igen             | Nem           |
| Kumar Pallana       | Igen    | Igen      | Igen                  | Nem            | Igen                | Nem                    | Nem                | Nem                    | Nem            | Nem              | Nem           |
| Stephen Dignan      | Igen    | Igen      | Igen                  | Nem            | Nem                 | Nem                    | Nem                | Nem                    | Nem            | Nem              | Nem           |
| Dipak Pallana       | Igen    | Igen      | Igen                  | Nem            | Nem                 | Nem                    | Nem                | Nem                    | Nem            | Nem              | Nem           |
| Brian Tenenbaum     | Igen    | Igen      | Igen                  | Nem            | Nem                 | Nem                    | Nem                | Nem                    | Nem            | Nem              | Nem           |
| Andrew Wilson       | Igen    | Igen      | Igen                  | Nem            | Nem                 | Nem                    | Nem                | Nem                    | Nem            | Nem              | Nem           |
| Luke Wilson         | Igen    | Igen      | Igen                  | Nem            | Nem                 | Nem                    | Nem                | Nem                    | Nem            | Nem              | Nem           |
| Bill Murray         | Nem     | Igen      | Igen                  | Igen           | Igen                | Igen                   | Igen               | Igen                   | Igen           | Igen             | Nem           |
| Eric Chase Anderson | Nem     | Igen      | Igen                  | Igen           | Nem                 | Igen                   | Igen               | Nem                    | Nem            | Nem              | Nem           |
| Seymour Cassel      | Nem     | Igen      | Igen                  | Igen           | Nem                 | Nem                    | Nem                | Nem                    | Nem            | Nem              | Nem           |
| Jason Schwartzman   | Nem     | Igen      | Nem                   | Nem            | Igen                | Igen                   | Igen               | Igen                   | Nem            | Igen             | Igen          |
| Wallace Wolodarsky  | Nem     | Igen      | Nem                   | Nem            | Igen                | Igen                   | Nem                | Igen                   | Nem            | Igen             | Nem           |
| Anjelica Huston     | Nem     | Nem       | Igen                  | Igen           | Igen                | Nem                    | Nem                | Nem                    | Igen           | Igen             | Nem           |
| Larry Pine          | Nem     | Nem       | Igen                  | Nem            | Nem                 | Nem                    | Igen               | Igen                   | Nem            | Igen             | Nem           |
| Waris Ahluwalia     | Nem     | Nem       | Nem                   | Igen           | Igen                | Nem                    | Nem                | Igen                   | Nem            | Nem              | Nem           |
| Willem Dafoe        | Nem     | Nem       | Nem                   | Igen           | Nem                 | Igen                   | Nem                | Igen                   | Nem            | Igen             | Igen          |
| Jeff Goldblum       | Nem     | Nem       | Nem                   | Igen           | Nem                 | Nem                    | Nem                | Igen                   | Igen           | Nem              | Igen          |
| Adrien Brody        | Nem     | Nem       | Nem                   | Nem            | Igen                | Igen                   | Nem                | Igen                   | Nem            | Igen             | Igen          |
| Tilda Swinton       | Nem     | Nem       | Nem                   | Nem            | Nem                 | Nem                    | Igen               | Igen                   | Igen           | Igen             | Igen          |
| Bob Balaban         | Nem     | Nem       | Nem                   | Nem            | Nem                 | Nem                    | Igen               | Igen                   | Igen           | Igen             | Igen          |
| Edward Norton       | Nem     | Nem       | Nem                   | Nem            | Nem                 | Nem                    | Igen               | Igen                   | Igen           | Igen             | Igen          |
| Harvey Keitel       | Nem     | Nem       | Nem                   | Nem            | Nem                 | Nem                    | Igen               | Igen                   | Igen           | Nem              | Nem           |
| Frances McDormand   | Nem     | Nem       | Nem                   | Nem            | Nem                 | Nem                    | Igen               | Nem                    | Igen           | Igen             | Nem           |
| Jake Ryan           | Nem     | Nem       | Nem                   | Nem            | Nem                 | Nem                    | Igen               | Nem                    | Igen           | Nem              | Igen          |
| Fisher Stevens      | Nem     | Nem       | Nem                   | Nem            | Nem                 | Nem                    | Nem                | Igen                   | Igen           | Igen             | Igen          |
| Tony Revolori       | Nem     | Nem       | Nem                   | Nem            | Nem                 | Nem                    | Nem                | Igen                   | Nem            | Igen             | Igen          |
| Liev Schreiber      | Nem     | Nem       | Nem                   | Nem            | Nem                 | Nem                    | Nem                | Nem                    | Igen           | Igen             | Igen          |

## Fordítás
- Ez a szócikk részben vagy egészben  a   Wes Anderson című angol Wikipédia-szócikk fordításán alapul.  Az eredeti cikk szerkesztőit annak laptörténete sorolja fel. Ez a jelzés csupán a megfogalmazás eredetét és a szerzői jogokat jelzi, nem szolgál a cikkben szereplő információk forrásmegjelöléseként.